# Cylindrophiidae
Cylindrophiidae é uma família de répteis escamados da subordem Serpentes.

## Espécies
- Cylindrophis aruensis
- Cylindrophis boulengeri
- Cylindrophis engkariensis - Engkari pipe snake
- Cylindrophis isolepis
- Cylindrophis lineatus
- Cylindrophis maculatus
- Cylindrophis melanotus
- Cylindrophis opisthorhodus
- Cylindrophis ruffus
- Cylindrophis yamdena